# IK Heim
IK Heim Mölndal (Idrottsklubben Heim, deutsch: Sportverein Heim) ist ein schwedischer Sportverein aus Mölndal.
Der Verein wurde am 4. Februar 1923 im Café Manhem in Göteborg gegründet. Zunächst wurde Leichtathletik betrieben. Später kam Handball dazu, ab 1975 auch Bowling. 1990 ging der Verein mit dem Sanna IF zusammen, gemeinsamer Name war IK Sanna-Heim. Im Jahr 2003 zog der Verein nach Mölndal. 2005 wurde die Bowling-Abteilung unter dem Namen IK Heim Bowling selbständig, die Handballabteilung kehrte zum Namen IK Heim zurück.
In einer Spielgemeinschaft mit dem Mölndals HF spielte die erste Handball-Herren-Mannschaft als IK Heim Mölndal; langfristig ist der Zusammenschluss unter dem Namen IK Heim geplant. Von 2005 bis 2007 spielte die Mannschaft in Schwedens höchster Spielklasse, der Elitserien. Nach der Saison 2007/2008 in der Division 1 södra stieg der Verein in die Division 2 västra ab.
Zu den großen Erfolgen der ersten Herren-Mannschaft zählen sieben schwedische Meistertitel (1950, 1955, 1959, 1960, 1962, 1982 und 1983). Zu den bekannten ehemaligen Spielern gehört Peter Gentzel.